# Вудленд (Міссісіпі)
Вудленд (англ. Woodland) — селище (англ. village) в США, в окрузі Чикасо штату Міссісіпі. Населення — 110 осіб (2020).

## Географія
Вудленд розташований за координатами 33°46′47″ пн. ш. 89°3′2″ зх. д. / 33.77972° пн. ш. 89.05056° зх. д. (33.779675, -89.050690).  За даними Бюро перепису населення США в 2010 році селище мало площу 1,47 км², уся площа — суходіл.

## Демографія
Згідно з переписом 2010 року, у селищі мешкало 125 осіб у 56 домогосподарствах у складі 35 родин. Густота населення становила 85 осіб/км².  Було 66 помешкань (45/км²).
Расовий склад населення:
| - 48,0 % — чорних або афроамериканців - 47,2 % — білих - 4,0 % — осіб інших рас |

До двох чи більше рас належало 0,8 %. Частка іспаномовних становила 4,8 % від усіх жителів.
За віковим діапазоном населення розподілялося таким чином: 23,2 % — особи молодші 18 років, 64,8 % — особи у віці 18—64 років, 12,0 % — особи у віці 65 років та старші. Медіана віку мешканця становила 36,8 року. На 100 осіб жіночої статі у селищі припадало 98,4 чоловіків;  на 100 жінок у віці від 18 років та старших — 104,3 чоловіків також старших 18 років.
Середній дохід на одне домашнє господарство  становив 28 651 долар США (медіана — 22 321), а середній дохід на одну сім'ю — 32 006 доларів (медіана — 25 673). За межею бідності перебувало 25,9 % осіб, у тому числі 30,8 % дітей у віці до 18 років та 18,2 % осіб у віці 65 років та старших.
Цивільне працевлаштоване населення становило 67 осіб. Основні галузі зайнятості: виробництво — 20,9 %, роздрібна торгівля — 19,4 %, сільське господарство, лісництво, риболовля — 19,4 %.